# STS-118
STS-118 (Space Transportation System-118) var Endeavour 20. rumfærge-mission.
Opsendt 8. august 2007 og vendte tilbage den 21. august 2007.
Rumfærgen lagde til ved Den Internationale Rumstation, fire rumvandringer blev udført i løbet af missionen der varede i næsten 13 dage.
Hovedformålet med missionen var at transportere og installere segmentet S5 på styrbord side af rumstationen. Segmentet blev monteret yderst på segmentet S3/S4 som blev sendt op og installeret under mission STS-117. STS-118 var den første mission med Endeavour siden STS-113 i november 2002.
En af astronautene om bord var læreren Barbara Morgan, som deltog som en del af programmet Lærer i verdensrummet. Morgan var reserve for Christa McAuliffe som omkom da Challenger eksploderede i 1986.
Astronautene havde på missionen et nyt system, Station to Shuttle Power Transfer System (SSPTS), der gør det muligt at overføre op til 8 Kilowatt elektrisk kraft fra rumstationen til rumfærgen. Systemet blev monteret på mission STS-116, gør det muligt at udvide fremtidige missioner til den Den Internationale Rumstation med to til tre dage.
Med på turen til Den Internationale Rumstation var otte frø af arten "Almindelig Gåsemad" (Arabidopsis Thaliana). Frøene skal dyrkes til planter om bord på rumstationen, for at klarlægge hvilke gener som bliver mobiliseret i vægtløshed. Eksperimentet har navnet MULTIGEN-1, projektet er fra Plantebiocenteret ved NTNU i Norge.

## Besætning
- Scott Kelly (kaptajn)
- Charles Hobaugh (pilot)
- Tracy Caldwell (missionsspecialist)
- Richard Mastracchio (missionsspecialist)
- Dafydd Williams (missionsspecialist) CSA
- Barbara Morgan (missionsspecialist)
- Benjamin Alvin Drew (missionsspecialist)

## Missionen
- Dave Williams på rumvandring.
- Hul i Richard Mastracchio's handske under rumvandring.
- Hul i Endeavours varmeskjold.

Hovedartikler: